# Ted Lapidus
Ted Lapidus (pseudonimo di  Edmond Lapidus; Parigi, 23 giugno 1929 – Mougins, 29 dicembre 2008) è stato uno stilista francese.
Figlio di un sarto russo emigrato in Francia, s'impose quale stilista della Novelle Vogue alla fine degli anni cinquanta, quando, dopo aver aperto la sua maison di moda nel '58, lanciò la moda unisex e safari. Fu il primo stilista a lanciare la spallina sotto le giacche e fece del "jeans" un abito di alta moda.
Ha anche vestito numerose star del cinema internazionale, come Brigitte Bardot e Alain Delon. All'indomani della morte, il presidente francese Nicolas Sarkozy ha reso omaggio al "poeta dell'alta moda", ricordando il merito di Lapidus di "democratizzare la moda".